# Nuno Ribeiro
Nuno Jorge Ribeiro Gaspar (Sobrado, 9 september 1977) is een Portugees voormalig wielrenner.

## Carrière
In 2005 werd Ribeiro op staande voet ontslagen bij de Spaanse Liberty-Seguros ploeg van Manolo Saiz na een positieve hematocriettest voorafgaande aan de Ronde van Italië. Vier jaar later werd hij opnieuw betrapt op het gebruik van doping en moest hij zijn zege in de Ronde van Portugal afstaan aan David Blanco. Hij kreeg een schorsing opgelegd van twee jaar. Tussen 2015 en 2022 was Ribeiro ploegleider bij W52-FC Porto. In april 2022 werd hij opgepakt door de Portugese justitiële politie in het kader van Operatie Prova Limpa. De operatie was gericht op opsporing van verboden middelen in de professionele wielersport. Begin oktober van hetzelfde jaar werden zeven renners van de ploeg waar hij leiding aangaf geschorst om verschillende redenen. Enkele jaren later bekende hij in de rechtbank dat de renners, op initiatief van Ricardo Mestre, met Ribeiros medeweten gebruikmaakte van verboden middelen waaronder groeihormonen.

## Belangrijkste overwinningen
2001
Proloog, 4e en 5e etappe Ronde van Portugal van de Toekomst
2002
1e etappe GP Abimota
Eindklassement GP Abimota
2003
5e etappe Ronde van Portugal
Eindklassement Ronde van Portugal
Berg- en combinatieklassement Ronde van Polen
2004
3e etappe Volta a Tras os Montes e Alto Douro
2008
3e etappe Volta a Tras os Montes e Alto Douro
Eindklassement Volta a Tras os Montes e Alto Douro
Eindklassement GP International CTT Correiros de Portugal
7e etappe Ronde van Portugal
2009
9e etappe Ronde van Portugal
Eindklassement Ronde van Portugal

## Resultaten in voornaamste wedstrijden
| Jaar | Ronde van Italië | Ronde van Frankrijk | Ronde van Spanje |
| ---- | ---------------- | ------------------- | ---------------- |
| 2003 |                  |                     |                  |
| 2005 | opgave           |                     |                  |
| 2006 |                  |                     |                  |
| 2007 |                  |                     |                  |
| 2008 |                  |                     |                  |

| Jaar |  | WK op de weg |
| ---- |  | ------------ |
| 2003 |  | 74e          |
| 2005 |  |              |
| 2006 |  | 33e          |
| 2007 |  | 37e          |
| 2008 |  | 45e          |

Andrle ·
Baranowski · 
Barredo · 
Beloki ·
Caruso · 
Contador ·
Davis ·
de Kort ·
Etxebarria ·
Gil ·
González de Galdeano ·
Heras ·
Hernández ·
Hruška ·
Jaksche ·
Kemps ·
Navarro ·
Nozal ·  
Paulinho ·
Ramírez ·
Redondo ·
Ribeiro (tot 30/04) ·
L. L. Sánchez ·
Santos ·
Scarponi ·
Serrano ·
Vicioso ·
Rojas (stagiair) ·
E. Sánchez (stagiair)
Barros · Bras · Caldeira · Carvalho · Cipriano · Costa · Durán · Fernandes · Fernández · Matias · Oliveira · Prades · Ribeiro · Sousa · Veloso · Vilela